# Génies en herbe l'aventure
 (mars 2011).
Si vous disposez d'ouvrages ou d'articles de référence ou si vous connaissez des sites web de qualité traitant du thème abordé ici, merci de compléter l'article en donnant les références utiles à sa vérifiabilité et en les liant à la section « Notes et références ».
Génies en herbe l'aventure est un jeu-questionnaire de Radio-Canada diffusé au cours de l'hiver 2011.
Quatre équipes de quatre jeunes venant de quatre régions du Canada s'affrontent dans une compétition de connaissances générales. Les régions représentées sont l'Acadie, le Québec, l'Ontario et l'Ouest canadien.
En plus des jeux en studio, les herbogénistes visitent différentes villes canadiennes et ils y font des défis-découvertes.

## Équipe de l'Acadie
Voici les différents membres de l'équipe Acadie :
- Solène Mallet Gauthier qui habite Dieppe au Nouveau-Brunswick ;
- Marissa Philippe qui habite Balmoral au Nouveau-Brunswick ;
- Guillaume Deschênes-Thériault qui habite Kedgwick au Nouveau-Brunswick ;
- Sébastien Lord qui habite Moncton au Nouveau-Brunswick.

L'entraîneuse de cette équipe est Annie Lacroix, enseignante à l'école Mathieu-Martin de Dieppe.

## Équipe du Québec
Voici les différents membres de l'équipe Québec :
- Maximilien Vachon qui habite Montréal a gagné une bourse d'études complète de l'École polytechnique de Montréal pour une durée de 4 ans ;
- Laurence Mignault qui habite Magog ;
- Guillaume Sylvain qui habite Québec ;
- Marc-Antoine Lambert qui habite Dolbeau

L'entraîneuse de cette équipe est Nancy Desjourdy. 
Cette équipe est arrivée première lors de la première saison, ce qui signifie que chacun des membres de l'équipe a reçu une bourse d'études de 2 500 $.

## Équipe de l'Ontario
Voici les différents membres de l'équipe Ontario :
- Sara Gamal qui habite Mississauga mais qui est originaire de l'Égypte ;
- Jean-Loup Doudard qui habite Sudbury mais qui est originaire de la France ;
- Jérémie Thibault qui habite Ottawa ;
- Catherine Boucher qui habite Markham.

L'entraîneur de cette équipe est Jean-Hugues Aubry, enseignant de l'école secondaire l'Alliance d'Iroquois Falls en Ontario.
Lors de la première saison, cette équipe s'est classée deuxième, donc chacun d'eux aura une bourse de 1 000 $ remis par la fondation Desjardins.
- Fait intéressant : aucun membre de l'équipe Ontario n'est originaire de cette province : Sara est née en Égypte, Jean-Loup en France, Jérémie vient du Nouveau-Brunswick et Catherine du Québec.

## Équipe de l'Ouest
Voici les différents membres de l'équipe Ouest canadien :
- Chloé Martineau qui habite Courtenay en Colombie-Britannique.
- Claudel Bourgea qui habite Calgary en Alberta.
- Joël Ayotte qui habite Winnipeg au Manitoba.
- Stan Pennors qui habite Vancouver en Colombie-Britannique.

L'entraîneur de cette équipe est Fernand Saurette.

## Animateur
L'animateur de cette émission est Stéphan Bureau.
Un fait à souligner est que Stéphan aime bien qualifier les participants de neurogladiateurs.

## Juge
Le juge de l'émission est Simon Foster, vice-président du mouvement provincial de Génies en herbe. Il a la responsabilité de trancher en cas d'incertitude. C'est lui qui a le dernier mot sur les décisions à propos des réponses données par les participants au cours des tournages des émissions. Lors d'incertitude, il fait une recherche approfondie pour être certain de donner le bon verdict.

## Villes visitées en 2011
- Winnipeg, Manitoba (émission des 8 et 15 janvier 2011)
- Rimouski, Québec (émission des 22 et 29 janvier 2011)
- Halifax, Nouvelle-Écosse (émission des 5 et 12 février 2011)
- Vancouver, Colombie-Britannique (émission des 19 et 26 février 2011)
- Québec, Québec (émission des 5 et 12 mars 2011)
- Moncton, Nouveau-Brunswick (émission des 19 et 26 mars 2011)
- Ottawa, Ontario (semi finales des 2 et 9 avril 2011 et la grande finale, 16 avril 2011)

## Émission 2011
- 1er janvier : Les dessous de l'aventure (Making of)
- 8 janvier :  Winnipeg  (l'Ouest affronte l'Acadie) score : Ou 530 pts - Ac 410 pts
- 15 janvier : Winnipeg  (le Québec affronte l'Ontario) score : Qc 620 pts - On 350 pts
- 22 janvier : Rimouski  (l'Ouest affronte le Québec) score : Ou 430 pts - Qc 520 pts
- 29 janvier : Rimouski  (l'Acadie affronte l'Ontario) score : Ac 620 pts - On 400 pts
- 5 février :  Halifax   (l'Ontario affronte l'Ouest) score : On 560 pts - Ou 550 pts
- 12 février : Halifax   (le Québec affronte l'Acadie) score : Qc 640 pts - Ac 600 pts
- 19 février : Vancouver (l'Ouest affronte l'Acadie) score : Ac 490 pts - Ou 560 pts
- 26 février : Vancouver (l'Ontario affronte le Québec) score : On 650 pts - Qc 610 pts
- 5 mars :     Québec    (l'Ontario affronte l'Acadie) score : On 570 pts - Ac 590 pts
- 12 mars :    Québec    (le Québec affronte l'Ouest) score : Qc 580 pts - Ou 380 pts
- 19 mars :    Moncton   (l'Acadie affronte le Québec) score : Ac 500 pts - Qc 690 pts
- 26 mars :    Moncton   (l'Ouest affronte l'Ontario) score :  Ou 440 pts - On 610 pts
- 2 avril :    Ottawa    (1/2 finale - Québec contre Ouest) score : Qc 740 pts - Ou 330 pts (Québec en finale)
- 9 avril :    Ottawa    (1/2 finale - Ontario contre Acadie) score : On 560 pts - Ac 500 pts (Ontario en finale)
- 16 avril :   Ottawa    (la grande finale à Ottawa) (Québec contre Ontario) score : Qc 760 pts - On 400 pts

Le Québec est le grand vainqueur de la saison 2011 de Génies en herbe l'aventure.

## Prix
- Bourse de 2 500 $ à chacun des membres de l'équipe gagnante offerte par la région de la capitale du Canada. Ces bourses ont été remises à l'équipe du Québec, vainqueur de Génies en herbe l'aventure 2011.
- Bourse de 1 000 $ à chacun des membres de l'équipe finissant en deuxième position offerte par la fondation Desjardins. Ces bourses ont été remises à l'équipe de l'Ontario, qui a terminé en 2e position.
- Bourse d'inscription couvrant les frais de scolarité des quatre ans de formation d'ingénieur au premier cycle à l'École polytechnique de Montréal au participant qui accumulera le plus grand nombre de points en répondant aux questions portant sur la science. Maximilien Vachon (Québec), s'est mérité cette bourse.
- Carte-cadeau d'une valeur de 5 000 $ valable dans les 24 librairies Renaud-Bray au participant qui accumulera le plus grand nombre de points en répondant aux questions portant sur la littérature. Marissa Phillipe (Acadie), s'est mérité cette bourse.
- Bourse de 500 $ pour la réalisation d'un projet coopératif dans l'école du participant offert par le mouvement Desjardins.

## Jeux
- Présentation en question : dans ce jeu, deux questions sont posées à 2 joueurs de chaque équipe. Il y a un droit de consultation mais pas de droit de répliques. Chaque bonne réponse donne 10 points.
- Images éliminatoires : dans ce jeu, chaque joueur a un écran tactile devant lui, sur lequel une série d'images est affichée. L'animateur pose une question et le participant doit toucher la bonne image. Ce jeu se joue à 1 contre au choix de l'ordinateur. Chaque bonne réponse donne 10 points.
- Acrostiches-Acrostiches terminales : Dans ce jeu, un mot clé est choisie et chaque réponse commence ou se termine par une lettre de ce mot. Par exemple, si le mot est Ottawa, la première réponse commencera par un O, la deuxième par un t et ainsi de suite. Pour l'acrostiche terminal, c'est le même principe, sauf que les lettres du mot, terminent la réponse. Ce jeu est collectif et il y a droit de réplique. Chaque bonne réponse donne 10 points.
- Lettre-équations : ce jeu se joue à 1 contre 1 au choix de l'ordinateur. Il y a un droit de réplique. Dans un premier temps, on a des équations formées à partir de lettres. Par exemple, Genies-s est relatif à l'hiver (neige). La deuxième partie est une équation formée de chiffres dans laquelle on doit ajouter un signe pour que l'opération devienne juste. Par exemple, 55=10, donc la réponse est 5+5=10. Chaque bonne réponse donne 10 points.
- Associations images-texte : Chacune des deux équipes se rend aux deux écrans tactiles du centre pour ce jeu. Il s'agit d'associer cinq images avec cinq autres. Chaque bonne association vaut 10 points, donc il est possible d'aller chercher 50 points par jeu.
- Poursuite : Dans ce jeu, chacune des réponses à la question précédente, devient un élément de la question suivante. Pour les huit premières questions, chaque joueur a sa question spécifique avec droits de répliques à l'autre équipe. Par la suite, les questions deviennent collectives. Chaque bonne réponse donne 10 points.
- Jeux au cube : ce jeu est divisé en trois volets. Ce jeu est collectif et il y a droit de réplique. Chaque bonne réponse donne 20 points. La première partie est les mots décalés. Dans ce jeu, chacune des lettres du mot recherché a été décalée. Par exemple, si on a MBD, la réponse est lac. Le deuxième volet est les vides à remplir. Par exemple, 1 indice. Jeter de l'argent ___ les fenêtres, 2 indice.  Avoir du ____ au ventre.  La réponse est par cœur. Le troisième volet est les questions calculées. Dans ce jeu, le but est de faire une opération mathématique à l'aide de deux informations données. Par exemple, additionner le nombre de provinces canadiennes au nombre d'états américains (10+50=60).
- Sprint final : Ce jeu est collectif avec droit de réplique. Chaque bonne réponse donne 20 points et chaque mauvaise réponse, -20 points. Les questions de ce jeu sont à propos des informations collectées lors des défis-découvertes.

## Défi-découvertes
Dans cette nouvelle version de Génies en herbe, les herbogénistes doivent partir à la recherche de clé USB dans les villes visitées.  Dans chaque émission, chacune des équipes fait trois défi-découvertes (les trois défis sont identiques pour chacune des deux équipes qui s'affrontent).  À l'aide d'un iPad, les neurogladiateurs doivent déchiffrer l'énigme qui leur est présentée afin de trouver la clé dans divers lieux importants de la ville. À partir de la lecture de l'énigme, jusqu'à la découverte de la clé, le temps est chronométré. L'équipe qui aura été la plus rapide, remportera 10 points. Il est donc possible d'obtenir jusqu'à 30 points par partie avec les défis-découvertes. De plus, de l'information essentielle à l'étude pour le sprint final se trouve sur la clef USB que les équipes remportent lors des défis-découvertes. Elles contiennent des informations sur la ville visitée, ses monuments historiques, ainsi que sur les fondateurs de la ville ou de la région.